# J/ψ mezon
J/ψ mezon ili J/ψ-mezon (oznaka J/ψ) je mezon koji se sastoji od čarobnoga (šarmantnog) kvarka i čarobnoga antikvarka, nema električnoga naboja, sam je sebi antičestica, mase je oko 3,097 GeV/c², spina 1, izospina 0 i vremena poluraspada oko 7,2·10–21 s. Otkrili su ga neovisno jedan o drugome S. C. C. Ting i B. Richter 1974. i tako potvrdili ideju da su kvarkovi sastavni dijelovi bariona.
Mezon koji stvara vezano stanje od čarobnog kvarka i antikvarka naziva se šarmonij. J/ψ je prvo pobuđeno stanje šarmonija. Vraćajući se u stanje niže energije odašilje spektar hadrona. J/ψ mezon je proizveden u elektronsko-pozitronskim anihilacijama koji se sastoji od dva kvarka podsjeća na kvarkovski atom čiji spektar oponaša spektar pozitronija samo viših energetskih stepenica. Tada su prvi puta viđeni i c kvarkovi. Važnost otkrića je bila naglašena zbog brzih promjena u visiokoenergetskoj fizici pa se to vrijeme naziva "Novembarska revolucija". Richter i Ting su 1976. dobili Nobelovu nagradu za fiziku.

## Mezoni, prodorna komponenta kozmičkih zraka
Važne rezultate dalo je ispitivanje apsorpcije kozmičkih zraka u olovu i u drugim gustim tvarima. Apsorpcija se može vrlo zgodno mjeriti tako da se olovna ploča postavi između dva Geiger-Müllerova brojila, koji daju znak samo onda kad je čestica prošla kroz jedan i drugi brojač. Ako čestica prođe kroz gornji brojač, a biva u olovu zaustavljena, tad se ne opaža ništa. Brojači se oglase samo u slučaju koincidencije (podudarnost događaja), to jest kad su oba pobuđena istovremeno, bolje rečeno, u vrlo kratkom razmaku. B. Rossi je 1933. vrlo pomno ispitivao kako broj koincidencija zavisi od debljine ploče olova. On je našao da 30% kozmičkih zraka olovo apsorbira najprije na putu od 100 mm, kako to odgovara poznatoj apsorpciji elektrona. Preostali dio prolazi dalje kroz olovo i biva vrlo slabo apsorbiran. 
Ovi rezultati pokusa podudarali su se s mjerenjima kozmičkih zraka ispod morske površine. E. Regener 1930., a godinu dana kasnije R. A. Milikan i Cameron, ustanovili su djelovanje kozmičkih zraka u velikim dubinama. Najveća dubina u kojoj su do danas mjerene kozmičke zrake iznosi 1 400 m, no nema sumnje da kozmičke zrake prodiru i u veće dubine. Ova izvanredna prodornost protivi se svim poznatim činjenicama o apsorpciji elektrona. Na osnovu tih pokusa P. V. Auger je prvi zaključio da kozmičke zrake sadrže jednu prodornu komponentu. Kad kozmičke zrake iz zraka padnu na olovo ili vodu, tad se jedan dio normalno apsorbira. To je meka komponenta, koja se sastoji od elektrona, pozitrona i kvanata svjetlosti (fotona). Druga komponenta biva apsorbirana u početku sasvim neznatno i prodire duboko u vodu. Po tome je i ta komponenta kozmičkih zraka dobila ime prodorna ili tvrda. 
Od čega se sastoji prodorna komponenta kozmičkih zraka? Pretpostavimo li, da tu imamo neke čestice, to bi one morale imati znatno veću masu od elektrona. Vidjeli smo da vrlo brze, električno nabijene čestice najviše gube energije zračenjem. No taj gubitak je veći, ako je čestica lakša. Sasvim općenito izlazi iz elektrodinamike da je zračenje ili emitirana energija u jedinici vremena sukladna (proporcionalna) kvadratu usporenja. No s druge strane, usporenje ili akceleracija je po Newtonovu zakonu gibanja, ako su sile jednake, obrnuto sukladna (proporcionalna) masi čestice. Na čestice koje imaju jednaki naboj djeluju atomske jezgre jednakim silama. Odatle vidimo da je gubitak energije zbog kočenja na atomskim jezgrama sukladna 1/m2. Prema tome bi protoni, koji su oko 2 000 puta teži od elektrona, 4 milijuna puta manje gubili energije, nego elektroni. No sigurno je da se prodorna komponenta ne sastoji od protona. 
Teškoće su razriješene pomnim ispitivanjem čestica kozmičkih zraka u Wilsonovoj komori. Između 1936. i 1938. u više pokusa se opazilo tragove čestica, koje se nisu slagali s poznatim maglenim tragovima elektrona i protona. Godine 1938. konačno su C. D. Anderson i Neddermeyer dokazali da se tu javila nova elementarna čestica. Nova čestica prolazi nesmetano kroz debeli sloj olova. To znači da ima znatno veću masu od elektrona. U načelu se masa nove čestice može mjeriti pomoću svijanja u električnom i magnetskom polju, ali praktički su takva mjerenja na teškim česticama dosta teška. Leprince-Ringuet izmjerio je masu mezona promatrajući sraz s elektronom. Brzi mezon udari o elektron koji poleti naprijed. Staza udarenog elektrona svinuta je jakim magnetom. Na taj način može se izmjeriti impuls sile i energija elektrona, a kut između staze elektrona i mezona vidi se neposredno. Na osnovu zakona o očuvanju impulsa i energije može se izračunati omjer između mase mezona i elektrona. Druga vrlo zgodna metoda za određenje mase mezona sastoji se u tome, da se odredi impuls mezona prije i poslije prolaza kroz metalni sloj. Sve te metode u granicama točnosti daju istu masu, tako da ne može biti sumnje o novoj elementarnoj čestici. Nova čestica je oko 200 puta teža od elektrona, a 10 puta lakša od protona, dakle stoji između obiju čestica i po tome je dobila ime mezon. Električni naboj mezona može biti pozitivan ili negativan. Zbog svoje dvjesta puta veće mase mezon mnogo manje zrači, kad prolazi kroz materiju, i zato je mnogo prodorniji od elektrona. Pojava prodorne komponente kozmičkih zraka objašnjena je postojanjem mezona. Većina čestica u kozmičkih zrakama na morskoj površini su mezoni. Od toga su 6/10 pozitivni mezoni, a 4/10 negativni. 
Otkrićem nove elementarne čestice nastalo je odmah pitanje, da li su mezoni primarne čestice kozmičkih zraka ili tek nastaju prolazom kozmičkih zraka kroz atmosferu. Budući da mezoni nisu opaženi na Zemlji, prva bi pomisao bila, da dolaze do nas iz svemira. Međutim, tome nije tako. Pokusno ispitivanje prodorne komponente na različitim visinama atmosfere iznijelo je rezultat, da mezoni na putu prema Zemlji upravo zagonetno iščezavaju. Ta abnormalna apsorpcija opaža se u atmosferi, a nešto i u vodi, ali ne pri prolazu kroz metalne ploče. Kroz debele olovne ploče mezoni prolaze po poznatim zakonima apsorpcije za nabijene čestice. Kako mogu mezoni iščeznuti u rijetkoj atmosferi? 
Zagonetno iščezavanje mezona na dugim putovima u atmosferi može se objasniti samo hipotezom o nestabilnosti mezona. Mezon se spontano, u praznom prostoru, raspada na elektron ili pozitron, već prema tome da li ima pozitivan ili negativan električni naboj. Raspad mezona na elektron prvi je u Wilsonov komori snimio Williams. Može se, iako vrlo rijetko dogoditi da mezon "umre" upravo u Wilsonovoj komori. Tad se vidi kako staza mezona završava, a od njenog kraja iskrsava staza elektrona. Taj elektron je emitiran pri spontanom raspadu mezona. 
Očito je prema zakonu o sačuvanju impulsa i energije da se mezon u praznom prostoru ne može raspasti na sam elektron. Elektron uzima sav naboj mezona, ali ne može istovremeno uzeti svu energiju i impuls 200 puta teže čestice. Prema tome moramo pretpostaviti da mezon pri svojem raspadu pored elektrona emitira i jednu ili više električno neutralnih čestica. Pretpostavimo da se raspada na elektron i jednu neutralnu česticu. Mezon nema znatnog impulsa, pa elektron i neutralna čestica bivaju emitirani u suprotnim smjerovima s jednako velikim impulsima. Približno je energija elektrona jednaka c∙p. Energija neutralne čestice, kojoj ne znamo masu, dana je njenim impulsom sile p i masom m:
{\displaystyle E={\sqrt {(m\cdot c^{2})^{2}+c^{2}\cdot p^{2}}}}
Impuls neutralne čestice jednak je impulsu elektrona, dakle c∙p mora biti jednako energiji elektrona Ee. Mezonskoj masi mirovanja pripada energija oko 100 MeV. Ako je elektron od toga uzeo Ee, tad na neutralnu česticu otpada energija 100 MeV - Ee: 
{\displaystyle 100\,{\mbox{MeV}}-E_{e}={\sqrt {(m\cdot c^{2})^{2}+E_{e}^{2}}}}
Međutim, pokusi pokazuju da pri raspadu mezona ne biva emitiran elektron s određenom energijom, što bi odgovaralo određenoj masi neutralne čestice. Energetski spektar elektrona je kontinuiran, pa prema tome treba pretpostaviti da se mezon raspada na elektron i dvije neutralne čestice. 
Raspad mezona događa se sam od sebe, bez prisutnosti drugih čestica. Izumiranje mezona vrši se, poput radioaktivnih raspadanja, po statističkom zakonu. Neki mezoni traju duže, neki kraće. Kao radioaktivne jezgre, tako i mezoni imaju određeno srednje trajanje. Ono se može izračunati iz anomalne apsorpcije tako da mjerimo jakost (intenzitet) kozmičkih zraka koje padaju okomito i koso na površinu Zemlje. Kozmičke zrake, koje padaju koso, moraju proći dulji put kroz atmosferu. To se može kompenzirati tako da se pred okomiti smjer postavi odgovarajući sloj olova. Obje zrake prolaze tad kroz jednaku količinu materije i morale bi imati istu jakost. No zbog raspada mezona uistinu je manje jaka kozmička zraka, koja dolazi koso i prolazi dulji put. Iz te anomalne apsorpcije zaključili su Euler i W. Heisenberg, da srednje trajanje mezona mora biti oko 6∙10-5 s.
Srednje trajanje mezona može se odrediti i iz temperaturnog učinka kozmičkih zraka. Zbog svojeg spontanog raspada mezoni ne mogu biti primarne čestice kozmičkih zraka. Oni moraju nastati u uzajamnom djelovanju kozmičkih zraka s atomskim jezgrama. Pokusima je dobro utvrđeno da glavni dio mezona nastaje u visini atmosfere oko 16 000 metara. Kad se temperatura atmosfere povećava, tad se diže više i onaj sloj zraka u kojem se rađaju mezoni. U mnogo slučajeva povišenje temperature neće biti praćeno promjenom tlaka, pa mezoni prođu do Zemlje kroz jednaku količinu atmosfere. Pod tim uvjetima pokusa jakost kozmičkih zraka pada kad temperatura raste. To je jasno jer mezoni moraju proći dulje putove, pa se brojnije raspadaju. Iz tog temperaturnog učinka dobiva se za mezon isto srednje trajanje. 
Srednje trajanje mezona slučajno je baš toliko da mezoni, koji pretežno nastaju na visini oko 16 000 m, upravo stignu do Zemlje ili se skoro pred njom raspadnu. Elektroni, koji prouzrokuju kaskade na morskoj površini, velikim su dijelom proizvodi raspadanja mezona. Mezoni se praktično kreću s brzinom svjetlosti. Njihovo srednje trajanje, pomnoženo s njihovom brzinom, mora dati njihov put od 16 000 m:
{\displaystyle t\cdot 3\cdot 10^{10}=16\cdot 10^{5}}
Odatle izlazi da je srednje trajanje mezona jednako:
{\displaystyle t=5\cdot 10^{-5}\,{\mbox{s}}=0,000\,05\,{\mbox{s}}}
Srednje trajanje mezona može se odrediti i direktnim metodama. Nezavisno je Rasettiju i Mazeu, te Chaminadeu i Freonu pošlo za rukom razlučiti vremenske momente, kad mezon stigne u blok olova, gdje biva zaustavljen i kad se tamo u bloku raspadne na elektron. Tri atomska brojila iznad bloka olova čine teleskop. Između njih postavljene su ploče olova tako da kroz tri brojača može proći samo mezon, ali ne i elektron. Mezon, koji prođe kroz teleskop, padne u blok olova i biva tu zaustavljen. Blok olova opkoljen je brojilima, koji registriraju kad elektron prođe kroz koji od njih. Ovaj pokusni uređaj pokazuje savršenu primjenu metode koincidencije. Teleskop reagira samo onda ako mezon prođe kroz sva 3 brojača. Prsten brojača oko bloka olova samo tad reagira na elektron ako je neposredno prije toga bio pobuđen teleskop. Savršenom pokusnom tehnikom uspjelo je odrediti vremenski raspon između prolaza mezona kroz teleskop i prolaza elektrona kroz prsten brojača. Rezultati ovih teških mjerenja vrlo se dobro slažu. Mezoni, zaustavljeni u olovu, raspadaju se po statističkom zakonu. Označimo s N0 broj mezona, koji su stigli u blok olova, a s t vrijeme, računano od njihova ulaska u blok. Taj broj mezona, koji se raspadnu poslije vremena t, iznosi:
{\displaystyle N=N_{0}\cdot e^{-\,{\frac {t}{t_{0}}}}}
Srednje vrijeme trajanja mezona je:
{\displaystyle t_{0}=2\cdot 10^{-6}\,{\mbox{s}}}
Ovo vrijeme, naoko, ne slaže se sa srednjim trajanjem mezona, dobivenim iz anomalne apsorpcije ili temperaturnoh učinka. Međutim, treba pomisliti da smo indirektnim metodama mjerili srednje trajanje mezona u gibanju, dok direktnom metodom mjerimo srednje trajanje zaustavljenog mezona. Po teoriji relativnosti vrijeme sustava u gibanju se produljuje. Trajanje brzog mezona povećava se za relativistički faktor od trajanja mezona u mirovanju:
{\displaystyle t={\frac {t_{0}}{\sqrt {1-{\frac {v^{2}}{c^{2}}}}}}=t_{0}\cdot {\frac {E}{m\cdot c^{2}}}}
gdje je: E - energija mezona u gibanju, a ona je jednaka:
{\displaystyle E={\frac {m\cdot c^{2}}{\sqrt {1-{\frac {v^{2}}{c^{2}}}}}}}
gdje je: m∙c2 energija jednaka (ekvivalentna) masi mirovanja mezona. Mezoni imaju prosječno energiju od 3 000 MeV. Njihovoj masi mirovanja, koja je 200 puta veća od mase elektrona, pripada energija od 100 MeV. Za relativističko produljenje trajanja mezona dobivamo faktor 30, što daje izvrsno slaganje između obiju metoda. Na spontanom raspadu mezona prvi put je direktno provjeren Einsteinov zaključak o dilataciji vremena. 
Po načelu relativnosti mogli smo raspad mezona promatrati i s obratnog stajališta, to jest sa sistema, u kojem mezon miruje. Tad se prema mezonu kreće Zemlja s golemom brzinom. Mirnom mezonu "čini se" atmosfera Zemlje skraćena za isti faktor, i on može "dočekati" dok atmosfera prođe preko njega i Zemlja udari o njega. U sustavu, koji miruje s mezonom, pojavljuje se sloj atmosfere od 16 km svega 600 m debeo. 
Otkriće mezona i njegovog spontanog raspada bacilo je svjetlost na mnoge zagonetne činjenice o kozmičkim zrakama. Vidjeli smo da se elektroni i kaskade, koje oni prouzrokuju, često opažaju i iza debelih slojeva materije, osobito u velikim morskim dubinama. Jasno je da ti elektroni nisu mogli proći kroz tako debele slojeve. Kroz materiju su prošli mnogo prodorniji mezoni i oni su ili udarom ubrzali neki elektron ili su se raspali na elektron. Takav elektron velike energije može dalje proizvoditi kaskade.
Danas već poznajemo dosta dobro sastav kozmičkih zraka u raznim visinama atmosfere. Energije elektrona meke komponente poznate su u najvećim visinama atmosfere i sigurno je da te energije nisu dovoljne da elektroni dopru do Zemlje. Elektroni koji se opažaju na morskoj razini pretežno su sekundarni proizvod prodorne komponente.
Na osnovu dosadašnjeg ispitivanja dobivamo ovu zbirnu sliku o kozmičkim zrakama. Primarno zračenje u svemirskom prostoru sastoji se pretežno po svoj prilici od protona s prosječnom energijom oko 6 000 MeV. Ovo zračenje proizvodi u gornjem sloju atmosfere snažne reakcije atomskih jezgara. Odatle potječu neutroni, protoni i mezoni. Ove čestice dalje uzrokuju pojavu meke komponente kozmičkih zraka (elektroni, pozitroni, kvanti svjetlosti). Sekundarni protoni ne stižu do morske površine, jer je njihov doseg znatno kraći od dosega mezona. Brzi neutroni prolaze kroz čitavu atmosfere, izazivaju nuklearne reakcije i time nove spore neutrone i protone. Neutroni, po svoj prilici, uzrokuju "zvijezde". Mezoni iz visine 16 km jure prema Zemlji i na kraju tog puta počinju se masovno raspadati na elektrone. Oni izazivlju meku komponentu u dubljim slojevima. Meka komponenta djeluje najznačajnije svojim kaskadnim procesima. To je zbirna slika o vrlo složenim pojavama što ih izazivlju kozmičke zrake.